# Эрринундра (национальный парк)
Национальный парк Эрринундра (англ. Errinundra National Park) — национальный парк, расположенная в регионе Гиппсленд австралийского штата Виктория. Национальный парк был основан 15 июля 1988 года. Площадь территории занимаемой парком равна 26 875 га. Расположен в 373 км к востоку от Мельбурна по шоссе Принсес на плато Эрринундра, южном продолжении плато Монаро Нового Южного Уэльса.

## Описание
Национальный парк Эрринундра сохраняет самый большой сохранившийся тропический лес с прохладным умеренным климатом в Виктории и поддерживает некоторые из самых впечатляющих старовозрастных лесов Юго-Восточной Австралии. Здесь есть также много редких и находящихся под угрозой исчезновения видов флоры и фауны, в том числе совы Ninox strenua, пятнистохвостая сумчатая куница (Dasyurus maculatus) и потору Potorous longipes.
Прохладный и тёплый тропический лес с умеренным климатом, влажный открытый лес, горные леса и лесные массивы являются доминирующими растительными сообществами. Есть также субальпийские водно-болотные угодья.
Большая часть парка доступна только в более засушливые месяцы. Зимой дождь и снег обычно делают бездорожье непроходимым.
Были проведены обширные вырубки всех типов лесов, окружающих парк, включая лес Браун-Маунтин, и были некоторые случаи вырубки в границах национального парка из-за административных ошибок. Кроме того, до создания национального парка во многих районах велась вырубка леса.

## Галерея

Национальный парк Эрринундра
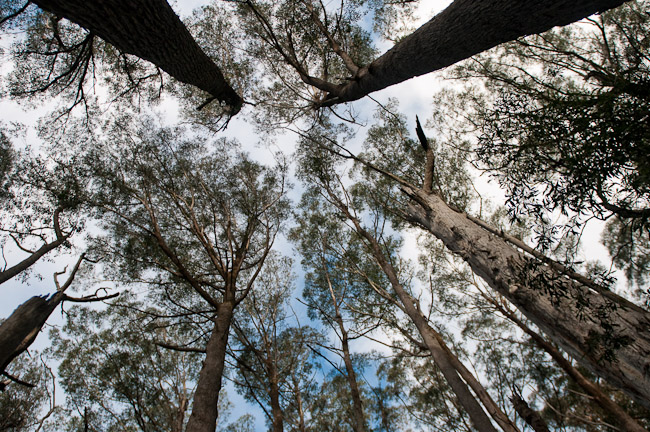
Лес
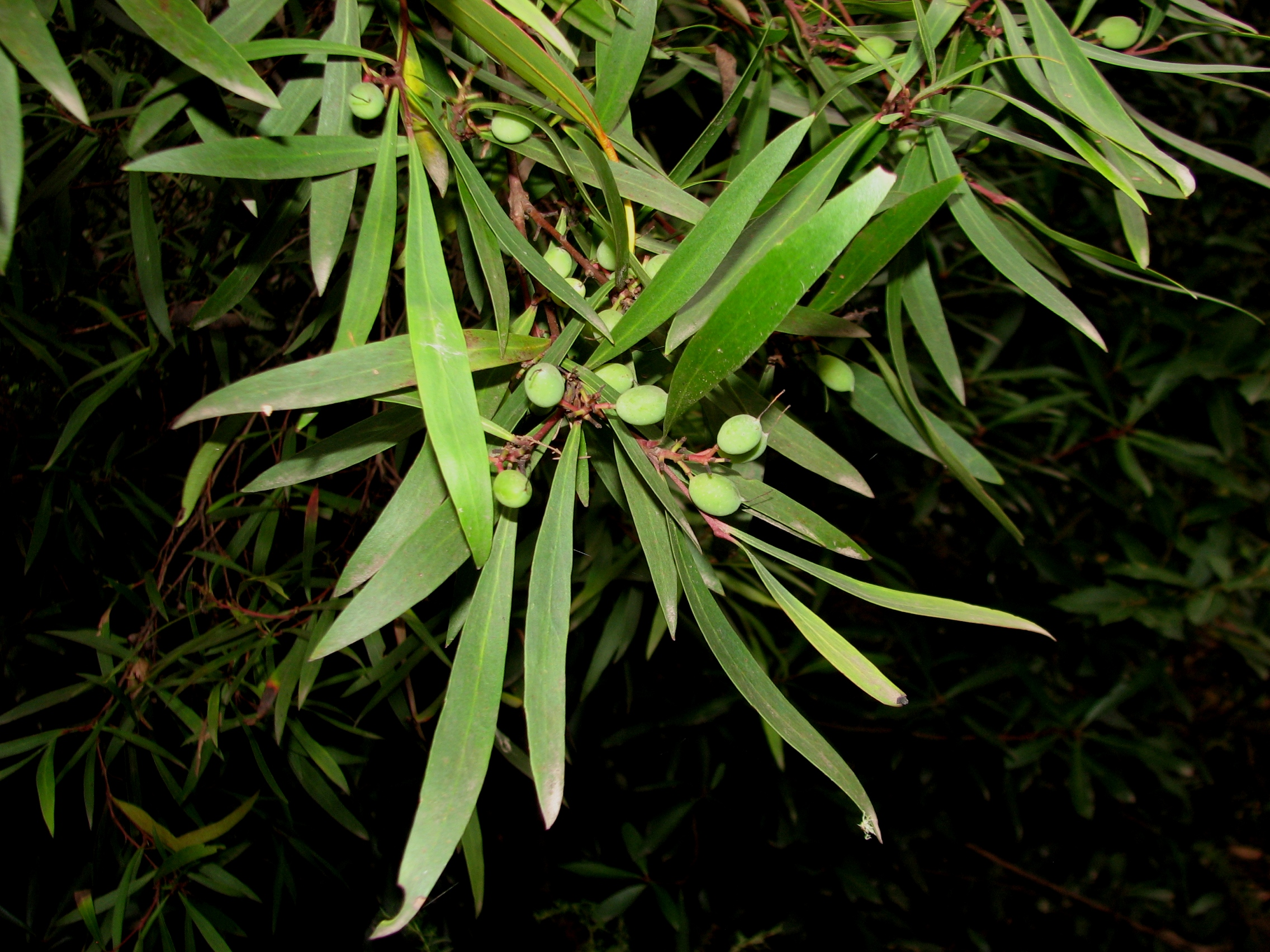
Persoonia silvatica
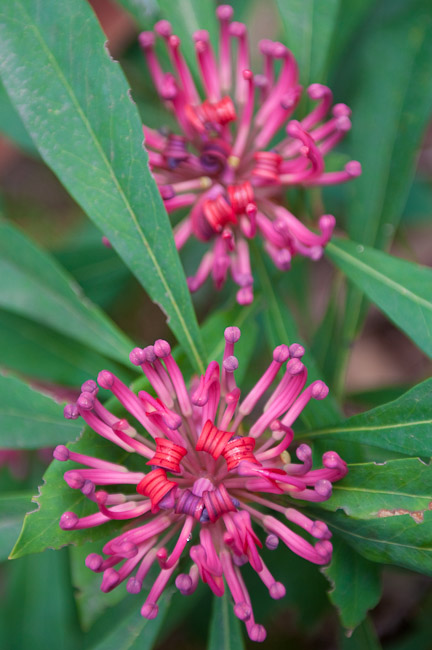
Telopea oreades